# Guitiriz
Guitiriz és un municipi de la província de Lugo a Galícia. Pertany a la Comarca da Terra Chá.
| 10.028 | 10.275 | 11.476 | 7.633 | 6.086 |
| Fonts: INE i IGE (Els criteris de registre censal variaren i les dades de l'INE i de l'IGE poden no coincidir.) |        |        |       |       |

## Parròquies
1. Becín, San Xián de
2. Buriz, San Pedro de
3. Labrada, Santa María de
4. Lagostelle, San Xoán de
5. Lagostelle, Santa María de
6. Mariz, Santa Baia de
7. Negradas, San Vicente de
8. Parga, San Breixo de
9. Parga, San Salvador de
10. Parga, Santa Cruz de
11. Parga, Sto. Estevo de
12. Parga, Santa Locaia de
13. Pedrafita, San Mamede de
14. Pígara, San Pedro de
15. Roca, San Xián de
16. Trasparga, Santiago de
17. Vilar, Santa María de
18. Vilares, San Vicente de

## Història
Malgrat que els primers pobladors d'origen cèltic i els romans sabien sobre les propietats terapèutiques de les fonts termals, només amb l'arribada dels sueus després de l'enfonsament de l'Imperi Romà la localitat va començar a cobrar notorietat. El nom "Guitiriz" procedeix de "Witirici", en llatí el genitiu de Witiricus, que significa "el lloc de Witiricus" (en referència a Witiricus, un senyor de la guerra sueu). En el segle xiv la totalitat de la comarca Terra Chá, incloent Guitiriz i la seva capital, Vilalba, van passar a ser part dels dominis de Fernán Pérez de Andrade, en la família dels quals passarien a ser els primers Comtes de Vilalba durant el regnat dels Reis Catòlics. En Guitiriz es troba la fortificació medieval del Castell de Parga, en molt bon estat de conservació. El poble compta amb una important i mítica banda municipal que des dels seus orígens fins als nostres dias duu la cultura musical guitiricenc per tot Galícia, caracteritzant així a Guitiriz com un poble d'antiquíssima i enorme tradició musical.